# F 16 (sous-marin)
Pour les articles homonymes, voir F16.
Le F 16 est un sous-marin italien de la classe F, lancé pendant la Première Guerre mondiale et en service dans la Regia Marina.

## Caractéristiques
La classe F déplaçait 260 tonnes en surface et 320 tonnes en immersion. Les sous-marins mesuraient 46,63 mètres de long, avaient une largeur de 4,22 mètres et un tirant d'eau de 2,62 mètres. Ils avaient une profondeur de plongée opérationnelle de 40 mètres. Leur équipage comptait 2 officiers et 24 sous-officiers et marins.
Pour la navigation de surface, les sous-marins étaient propulsés par deux moteurs diesel FIAT de 325 chevaux-vapeur (cv) (239 kW) chacun entraînant deux arbres d'hélices. En immersion, chaque hélice était entraînée par un moteur électrique Savigliano de 250 chevaux-vapeur (184 kW). Ils pouvaient atteindre 12,3 nœuds (22,8 km/h) en surface et 8 nœuds (14,8 km/h) sous l'eau. En surface, la classe F avait une autonomie de 1 200 milles nautiques (2 222 km) à 9,3 noeuds (17,22 km/h); en immersion, elle avait une autonomie de 139 milles nautiques (257 km) à 1,5 noeuds (2,77 km/h).
Les sous-marins étaient armés de 2 tubes lance-torpilles à l'avant (proue) de 45 centimètres, pour lesquels ils transportaient un total de 4 torpilles. Sur le pont arrière se trouvait 1 canon antiaérien Armstrong de 76/30 mm pour l'attaque en surface. Ils étaient également équipés d'une mitrailleuse Colt de 6,5 mm.

## Construction et mise en service
Le F 16 est construit par le chantier naval Odero (Chantier naval Odero) de Sestri Ponente en Italie, et mis sur cale le 4 octobre 1915. Il est lancé le 19 mars 1917 et est achevé et mis en service le 30 avril 1917. Il est commissionné le même jour dans la Regia Marina.

## Historique
Une fois opérationnel, le F 16 est affecté au Ccommandement militaire maritime de La Spezia. 
Pendant quelques mois, il opère dans le nord de la mer Tyrrhénienne sous le commandement du lieutenant de vaisseau (tenente di vascello) Tommaso Panuzio, effectuant des patrouilles anti-sous-marines. En septembre 1917, il est affecté à l'escadron de sous-marins d'Ancône, basé à Venise. 
Il a effectué un total de 9 missions de guerre, sans obtenir aucun résultat. 
Le 6 novembre 1918, à 9 heures du matin, en provenance d'Ancône, il prend possession de Zuri. 
De 1919 à 1923, le sous-marin est sous le contrôle du Commandement maritime de Venise, avec des dislocations temporaires à Pula.
La période initiale coïncide avec celle de l'occupation de Fiume (en croate: Rijeka) par la force armée fiumane) (en italien : Forze armate fiumane) de Gabriele D'Annunzio. Plusieurs petites unités de la Regia Marina désertèrent pour rejoindre les forces de D'Annunzio, et l'équipage du F 16 décide lui aussi de participer à l'entreprise. A 6h30 du 11 octobre 1919, le sous-marin lève ses amarres dans le port de Venise - les membres d'équipage qui ne sont pas d'accord avec le choix des autres sont restés à terre, sans rien dire à personne - et à 8h30, il passe le point de vue de San Nicoletto sans émettre aucun signal de reconnaissance. Cela a rendu le guetteur et le commandant du torpilleur côtier 42 PN suspects, et à 8h45, il part à la poursuite du sous-marin.
Plus tard, le destroyer Francesco Stocco se joint à la poursuite; le F 16, arrêté par le 42 PN, est contraint de retourner à l'arsenal de Venise. Il est décidé d'éviter de poursuivre les membres de l'équipage du sous-marin, car on craignait qu'en cas de condamnation, les équipages des autres sous-marins ne se rebellent, ne désertent ou ne coulent les unités. 
En novembre 1923, le F 16 est placé sous le contrôle du Commandement de Tarente, mais la base réelle est Brindisi. Il participe aux exercices militaires de 1927 et aux compétitions annuelles d'attaque et de lancement de torpilles. 
Déclassé en 1928, il est radié le 1er mai 1928, puis il est mis au rebut.